# Hoffelijkheidstitel in het Verenigd Koninkrijk
Een hoffelijkheidstitel (Engels: courtesy title) in het Verenigd Koninkrijk is in het systeem van naamgeving van de adel een titel die in het sociale leven gebruikt wordt door kinderen, voormalige echtgenotes en andere naaste verwanten van een edelman (peer), evenals bepaalde functionarissen zoals sommige rechters en leden van de Schotse adel. De gebruiker van de courtesy title heeft zelf geen recht op deze titel.
Als een peer van een van de drie hoogste adellijke rangen (een hertog, markies of graaf) meer dan een titel bezit, kan zijn oudste zoon, die zelf niet tot de peers behoort, een van de andere, lagere titels van zijn vader gebruiken, by courtesy. De vader blijft echter zelf de juridische eigenaar van de titel. Als de vader meer dan twee titels bezit, kan ook een kleinzoon op een dergelijke wijze een titel voeren.
Het voeren van een courtesy title vervalt als de rechthebbende overlijdt en er een opvolging plaatsvindt in zijn eerste titel, gewoonlijk door de houder van de courtesy title.